# 雅蘭
香港雅蘭集團 ( 英文 :「Airland Group」)，簡稱雅蘭， 是一所香港企業集團，於1966年成立，主要業務包括生產經營床褥及床上用品等。
香港大學何東夫人紀念堂提供雅蘭床褥供宿生使用，因為比其他舍堂的床褥舒適，故被譽為「何東三寶」之一。

## 歷史

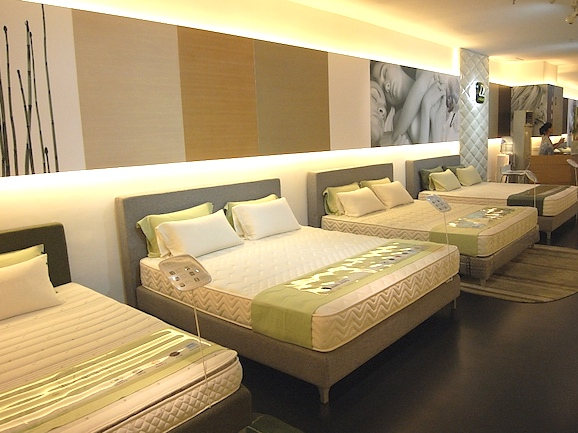
雅蘭位於中國廣州門市

- 1966年，施文遠及吳振興於香港創辦雅蘭，專門生產床褥。
- 1982年，雅蘭床褥榮獲香港工業總會頒發產品標誌Q-Mark。
- 1996年，雅蘭把其業務擴展至寢室及床上用品。
- 1998年，雅蘭成為美國床具品牌Serta的中國代理。
- 2000年，雅蘭將其業務擴展至酒店經營管理，並創建中國第一家產權式酒店雅蘭酒店。
- 2005年至 2007年 ，雅蘭將其品牌形象重新定位及調整，同時改變店舖形象。[3]

## 專利設計
- Cosflex，至尊彈弓系統。
- OxyFoam，透氣乳棉層。
- TriGo Ring，金介指邊布通風系统。

## 獎項及認證
- 1982年 : 香港工業總會頒發優質產品標誌Q-Mark
- 1997年 : ISO 9001國際質量管理體系認證
- 1998年 : ISO 14001國際環境管理體系認證
- 1999年 : 香港中華廠商聯合會頒發香港十大名牌
- 2005年 : 香港中華廠商聯合會頒發香港名牌

## 公益
雅蘭為四川省廣元市劍閣縣鹽店小學捐建圖書館。